# Durazno de Gala
Durazno de Gala fue una  banda de blues y blues rock argentina que tuvo su origen en el año 1985 y a partir de ese mismo año lograron un segundo puesto en el concurso el Pre Chateau Rock. Botafogo, considerado el mejor guitarrista argentino de blues, había tocado en España con Pappo's Blues y en una banda llamada Cucharada.

## Historia
La banda fue telonera de B.B.King en el Luna Park y, contrariamente a lo que normalmente sucede en esos casos, el público presente les pidió bises, pese a retrasar la presentación del Rey del Blues.

«Meter un hit es un desafío muy grande para nosotros. La difusión y venta de nuestros discos se hace por boca en boca. Los que nos ven tocar, los que fueron al show de B.B.King... Pero somos conscientes de que lo que nos importa es poder todos los años registrar nuestro trabajo, se venda o no se venda»
Botafogo entrevistado por la revista Humor en abril de 1992

.
Las diferencias internas llevaron primero a un cambio en la formación. García emigró a Memphis La Blusera, Santiago Ferreiro se incorporó en la guitarra y Hugo Mangieri en la batería. Para la edición del álbum "Una Vieja Historia" el tecladista Daniel "Pato" Altieri ya se había alejado de la banda, siendo reemplazado en la grabación por otros músicos (Taj Mahal, Pappo, Germán Wiedemer). A fines del año 1994, la agrupación se disolvió a definitivamente. Botafogo emprendió entonces su nuevo proyecto llamado Xpress.
Piratas es una recopilación de las tres primeras grabaciones inéditas del grupo, producidas de manera independiente entre marzo de 1987 y mayo de 1989, remasterizado y producido por Botafogo.

## Integrantes
- Guitarra: Botafogo
- Guitarra: Cocchini, Martin (el pulpo)
- Teclados: Daniel "Pato" Altieri
- Batería: Daniel Demaría
- Bajo:Daniel Yalo López
- Saxofón:Víctor Hamudis
- Guitarra: Santiago Ferreiro (Pampi)

## Discografía
- Banda de Garage (1988) Circe
- Asuntos de Blues (1989) Circe
- Rhythm & Blues en vivo (1990) Del Cielito Records
- Sacale el jugo (1992) Del Cielito Records
- Noche de Blues (1993) Del Cielito Records
- Una vieja historia (1994) Main Records
- Piratas 1987-1989 (1997)

Nota: El primer disco de la recopilación llamada "Piratas" fue grabado por el Ingeniero Julio Presas. Todos los otros discos de Durazno de Gala fueron grabados por el Ingeniero Nestor Tinaro.